# Kínai mocsárciprus

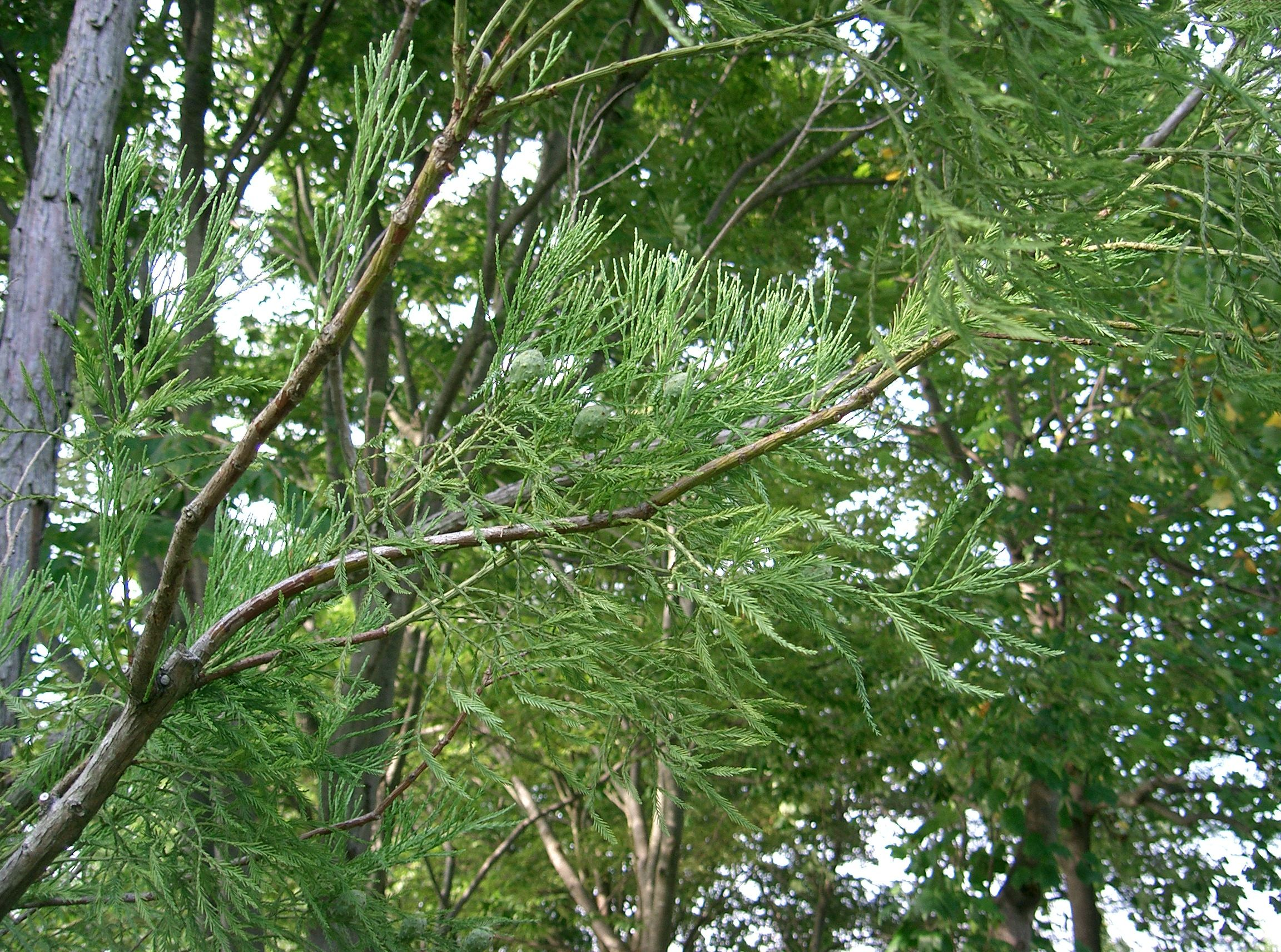
Glyptostrobus pensilis

A  kínai mocsárciprus  (Glyptostrobus pensilis) a fenyőalakúak (Pinales) rendjébe sorolt ciprusfélék (Cupressaceae) családja Glyptostrobus nemzetségének egyetlen élő faja.

## Származása, elterjedése
Dél-Kína, Észak-Vietnám és Észak-Laosz területén honos. Bár korábban Kínában és Vietnámban széles körben elterjedt, azonban élőhelyeinek mezőgazdasági művelésbe vonása és állományainak túlzott kitermelése miatt mára természetes állományai már ritkák.
A faj a Természetvédelmi Világszövetség Vörös listáján súlyosan veszélyeztetettként szerepel.

## Megjelenése, felépítése
Magassága 20~30 méter. Törzse általában egyenes, karcsú, kúp alakú koronával. Kérge szürkésbarna, vastag, hosszában repedezett. Levelei szálasak, 1,5 centiméter hosszúak, vagy pikkelyszerűek és aprók. Kékeszöldek, késő ősszel vörösesbarnára színeződnek. A lehulló hajtásokon kétsorosan, a megmaradó vezérhajtásokon csavarvonalban fejlődnek. Egylaki. Virágzatai jelentéktelenek. Tobozai gömbalakúak vagy tojásdadok, 2,5 centiméter hosszúak, Színük zöld, felszínük érdes.

## Életmódja, termőhelye
Mocsarak, árterek, folyópartok növénye. Tűri a tartós vízborítást; ilyen körülmények közt légzőgyökereket fejleszt.

## Felhasználása
Illatos, jó megjelenésű, könnyen megmunkálható, tartós, farontóknak ellenálló fája népszerű asztalos alapanyag. 